# Agrotikos Asteras
Agrotikos Asteras ist ein griechischer Fußballverein aus Evosmos im Regionalbezirk Thessaloniki, der bis 2017 in der Football League, der damals zweithöchsten griechischen Liga, spielte. Er wurde 1932 von aus Izmir geflohenen Griechen gegründet. Den größten Erfolg feierten die Grünweißen im Pokalwettbewerb der Saison 2005/06. Sie unterlagen im Halbfinale dem Erstligisten AEK Athen mit insgesamt 1:3 Toren.